# バクスター (製薬会社)
バクスター（正式にはバクスターインターナショナルインク、英: Baxter International Inc.）は、アメリカ合衆国イリノイ州シカゴ郊外ディアフィールドに本社を置く、医薬品、医療機器関連の世界的企業である。 ニューヨーク証券取引所 (NYSE) に上場している。世界中の総社員数は約50,000人、売上高は106億米ドル(2017年）。1931年に輸液メーカーとして創業。日本では1969年に事業を開始。本項では日本法人、バクスター株式会社（Baxter Limited）についても併せて記述する。

## 事業概要と製品
- 透析製品事業
- ホスピタルプロダクト事業
- アドバンスサージェリー事業

## 日本法人
バクスター株式会社は、腹膜透析および血液透析、急性血液浄化、輸液、吸入麻酔薬、疼痛管理、止血材などの領域に特化した米バクスターインターナショナルインクの日本法人。医薬品、医療機器およびこれらに関わるサービスを提供している。

### 主要製品
- 腹膜透析液
  - レギュニール
  - ダイアニール-N
  - ダイアニール
  - エクストラニール
- 腹膜透析システム
  - 自動腹膜灌流装置かぐや（APDシステム）
  - 治療計画プログラム　シェアソース
  - 自動腹膜灌流装置ゆめ・ゆめプラス（APDシステム）
  - ツインバッグ（CAPDシステム）
  - くり～んフラッシュ
- 薬剤投与のための器材
  - バクスターインフューザー（携帯型ディスポーザブル注入ポンプ）
- 全身吸入麻酔剤
  - スープレン吸入麻酔液（デスフルラン）
- 血液浄化装置
  - 血液浄化装置プリズマフレックスシステム
  - 持続緩徐式血液濾過器セプザイリス
- 血液透析濾過器
  - ポリフラックスHヘモダイアフィルター
  - H12ヘモダイアライザー（積層型透析器）
- 止血材
  - 吸収性局所止血材フロシール

### 歴史
- 1969年 - 米国バクスター・トラベノール社と住友化学との合弁会社として日本トラベノール株式会社設立
- 1975年 - 米国バクスター・トラベノール社の100％出資によるトラベノール・パシフィック株式会社設立
- 1982年 - 連続携行式腹膜透析（CAPD）の輸入承認取得
- 1985年 - トラベノール株式会社に社名変更
- 1986年 - アメリカンホスピタルサプライ社の日本法人エイ・エッチ・エス・ジャパン 株式会社と合併、バクスター・トラベノール株式会社に社名変更
- 1988年 - バクスター株式会社に社名変更
携帯型ディスポーザブル注入ポンプ「バクスターインフューザー」発売
- 1990年 - 宮崎県清武町に宮崎工場竣工
- 1992年 - モノクローナル抗体による高度精製とS/D処理によるウイルス不活化を行った血液凝固第VIII因子製剤の製造技術を日本赤十字社に技術供与
- 1994年 - 携帯型ディスポーザブルポンプ「インターメイト」発売
- 1995年 - CAPDコールセンター開設（腹膜透析患者および施設への24時間サービス）
- 2000年 - インヒビター治療用血漿分画製剤「ファイバ」承継販売開始
メディカル製品事業部をアリージャンス株式会社に事業譲渡
- 2001年 - 治療データモニタリング機能付き自動腹膜灌流装置「ゆめプラス」発売
- 2002年 - 腹膜透析液バッグ交換時の紫外線殺菌器「くり～んフラッシュ」発売
心臓血管製品事業をエドワーズライフサイエンス株式会社に承継
- 2003年 - 非ブドウ糖含有腹膜透析液「エクストラニール」発売
- 2004年 - 中性腹膜透析液「ダイアニール－N 」発売
- 2007年 - ヒトおよび動物由来たん白を添加しない血友病A治療用 遺伝子組換え型血液凝固第VIII因子製剤「アドベイト」発売
- 2010年 - 武田薬品工業とヴェロ細胞培養インフルエンザワクチンに関する培養・製造技術の許諾ライセンス契約を締結
- 2011年 - 全身吸入麻酔剤「スープレン吸入麻酔液」発売
- 2013年 - 日本初の細胞培養H5N1インフルエンザワクチンおよびプロトタイプワクチンの製造販売承認取得
- 2015年 - 血液製剤などのバイオサイエンス事業を、バクスアルタとして分社化
  - バクスアルタは2016年にシャイアーに買収されている。
- 2018年 - 自動腹膜灌流装置「かぐや」APDシステムおよび治療計画プログラム「シェアソース」、血液浄化装置プリズマフレックスシステム、血液透析濾過器ポリフラックスHヘモダイアフィルター発売